# Corné Krige
Cornelius Petrus Johannes Krige, detto Corné (Lusaka, 21 marzo 1975), è un ex rugbista a 15 zambiano, internazionale per il Sudafrica, a lungo terza linea degli Stormers in Super Rugby.

## Biografia
Nato in Zambia da genitori sudafricani, Krige studiò a Paarl e crebbe nelle giovanili del Western Province, prima di passare professionista nella franchise del club in Super Rugby, gli Stormers.
Nel 1999 esordì negli Springbok durante un test match a Durban contro l'Italia, anche se non fu convocato per la Coppa del Mondo; quattro anni dopo, invece, fu inserito nella rosa che prese parte alla Coppa del Mondo di rugby 2003 in Australia, competizione nella quale giocò il suo ultimo incontro internazionale, a Melbourne contro la Nuova Zelanda.
Dopo la fine della sua carriera internazionale si trasferì in Inghilterra al Northampton in Premiership, con cui disputò una stagione prima di ritirarsi; al suo attivo anche due convocazioni nei Barbarians, nel 2001 e nel 2005.
Dopo il ritiro ha intrapreso la professione di consulente per la sicurezza dei dati.